# Saunders SC
El Saunders SC es un equipo de fútbol de Sri Lanka que compite en la Liga Premier de Sri Lanka, la liga de fútbol más importante del país.
Fue fundado en el año 1932 en Pettah, distrito de la capital Colombo y es uno de los equipos más importantes y el más exitoso del país, ya que ha sido campeón de Liga Premier en 12 ocasiones y ha sido campeón de Copa en 16 oportunidades y otras 5 copas locales.
A nivel internacional ha participado en 8 torneos continentales, donde nunca ha podido avanzar más allá de la segunda ronda.

## Palmarés
- Liga Premier de Sri Lanka: 12

1985, 1986, 1987, 1989, 1991, 1992, 1996, 1997, 1998-99, 2000-01, 2001-02, 2004-05.
- Copa FA de Sri Lanka: 16

1949, 1952, 1954, 1955, 1960, 1963, 1964, 1982, 1983-84, 1984-85, 1987-88, 1991-92, 1992-93, 1996-97, 1998-99, 2000-01.
- Trofeo Desafío Abdul Rahman: 1

1949
- Copa Dorada de Sri Lanka: 3

1955, 1999, 2009
- Hanning Shield: 1

1949
- Copa Sir Stanley Rous: 1

1969

## Participación en competiciones de la AFC
- Copa de Clubes de Asia: 7 apariciones

| 1986 - Primera ronda 1987 - Segunda ronda 1989 - Primera ronda | 1996 - Primera ronda 1998 - Primera ronda | 1999 - Segunda ronda 2002 - abandonó en la Segunda ronda |

- Champions League: 1 aparición

2003 - Ronda clasificatoria